# Phymateus karschi
Phymateus karschi är en insektsart som beskrevs av Bolívar, I. 1904. Phymateus karschi ingår i släktet Phymateus och familjen Pyrgomorphidae. Inga underarter finns listade i Catalogue of Life.